# زمن حاتم زهران (فلم)
زمن حاتم زهران  فيلم دراما مصري للمخرج محمد النجار عام 1988 وكتب القصة والسيناريو والحوار السيناريست عبد الرحمن محسن. الفيلم من بطولة نور الشريف، بوسي، صلاح السعدني، مشيرة إسماعيل، محمد السبع  وتدور الأحداث حول حاتم زهران العائد من أمريكا حاملاً درجة الدكتوراه في الاقتصاد وأفكاره العملية التحررية تقوده إلى مكاسب كبيرة وخسائر أكبر.
صدر الفيلم إلى دور العرض المصرية في 25 يناير 1988.
منح موقع قاعدة بيانات الأفلام علي الإنترنت (IMDB) الفيلم درجة 6/ 10.
منح موقع قاعدة بيانات الأفلام العربية "السينما.كوم" الفيلم درجة 6.1/ 10.

## طاقم التمثيل
نور الشريف: في دور حاتم زهران (دكتوراه في الاقتصاد من أمريكا)
بوسي: في دور مروة حمزاوي (مديرة شركة حاتم زهران)
صلاح السعدني: في دور وفيق السيد (صديق يحيى زهران خريج كلية الفنون الجميلة - قسم عمارة)
مشيرة إسماعيل: في دور هالة عزمي أبو العلا (زوجة حاتم)
محمد السبع: في دور الدكتور زهران نصر حسين (أستاذ الاقتصاد المتقاعد)
صبري عبد العزيز: في دور عزمي أبو العلا (والد هالة)
عبد السلام محمد: في دور عم عرفان (مشرف على أراضي زهران)
عزيزة حلمي: في دور والدة حاتم زهران
وفاء الحكيم: في دور فاطمة طيبه
المرسي أبو العباس: في دور محمد أبو صمادة (زميل وفيق في الجيش)
نوال فهمي: في دور والدة مروة
نهاد رامي: في دور والد مروة
محمود زكي: في دور عبد المعز الفولي (زميل وفيق في الجيش)
بدر نوفل: في دور أستاذ الجامعة (في حفل وداع الدكتور زهران)
أنور مدكور: في دور الطبيب المعالج للدكتور زهران
أحمد أبو عبية: في دور مسئول الجمارك
إبراهيم الدالي: في دور الطبيب المعالج لحاتم
توفيق الكردي: في دور موظف في بنك مصر
علي الشريف (ضيف شرف): في دور محمد عباس (شريك حاتم زهران الجديد)
نورا (ضيفة شرف): في دور مها (السكرتيرة الجديدة لحاتم زهران)
بالاشتراك مع: وسيلة حسين - عبد الله عبد العزيز 

## أحداث الفيلم
تبدأ الأحداث مع حفل وداع الدكتور زهران (محمد السبع) بعد نهاية مدة عمله كأستاذ الاقتصاد المميز بالجامعة، وعودة وفيق السيد (صلاح السعدني) بعد نهاية تجنيده بالقوات المسلحة مع زملاء السلاح: محمد (المرسي أبو العباس) وعبد المعز (محمود ذكي) وبعد استشهاد أعز أصدقائه يحيى زهران أثناء العمليات العسكرية. يلتقي وفيق بشقيقه الدكتور حاتم زهران (نور الشريف)، العائد من أمريكا بعد الحصول على الدكتوراه في الاقتصاد (والذي صار معفىً من الخدمة العسكرية لكونه صار وحيد والديه بوفاة أخيه)، وبصحبته هالة عزمي (مشيرة إسماعيل) التي تقترح الذهاب إلى ديسكوتيك للرقص، بينما يعتذر وفيق ويذهب إلى منطقة "بحر البقر" لزيارة أرملة صديقه فاطمة (وفاء الحكيم) التي تعمل بالتدريس، أثناء شهور حملها، للأطفال الذين هدمت مدرستهم في القصف الإسرائيلي عام 1970 والتي كانت زوجة الشهيد يحيى بعلم حاتم فقط ودون علم أسرة زهران. يبدأ حاتم في الإعداد لمشروع مصنع لإنتاج مستحضرات التجميل مشاركاً المهندس وفيق صديق الشهيد وشقيقه الأكبر والذي يملك قطعة أرض مجاورة لبيت الدكتور زهران، ويتفق مع عم عرفان (عبد السلام محمد)، المشرف على زراعة الأرض، على إخراج المزارعين من الأرض مقابل تعويض. يقوم حاتم بتعيين مروة حمزاوي (بوسي) مديرة لشركته بعد أن كانت معيدة في كلية الصيدلة. يبدو حاتم قادر على حل أي مشكلة لمن حوله بسرعة وواقعية، وتسير خطوات انشاء المصنع بحدة وخشونة تصرفات وآراء حاتم، فهو لا يعتمد الصداقة، ولا يقبل الأعذار، ويمقت نظام "النص نص" ولا يقبل سوى الصح حسب رؤيته هو. يحدث حوار متواصل بين حاتم زهران ومديرة أعماله ومن خلاله تعرف أن حاتم بلا قلب. تستمر فاطمة متمسكة بعزة النفس ولا تقبل عروض المساعدة من وفيق وتكتفي بالقروش القليلة من قطعة أرض صغيرة تمتلكها، وتستمر في تعليم أبناء الفلاحين وهي تعاتب وفيق على قبوله بطرد المزارعين من أرضه التي دخل بها الشراكة مع حاتم زهران لبناء مصنع عطور. يرسل حاتم إلى عزمي أبو العلا (صبري عبد العزيز)، والد هالة، غرفة مكتب كهدية ويحتار الرجل في سبب الهدية، ويقوم بدعوة حاتم للعشاء الذي يطلب أن يشاركه باسم ابنته هالة، ويتركهم للذهاب إلى المطار ليلحق بمروة ووفيق في باريس الموجودين هناك لعقد صفقات. يطلب حاتم من عزمي أن يتزوج ابنته هالة المطلقة من صديقهم محمود، بينما تتعجب والدة حاتم (عزيزة حلمي) ووالده أيضا من زواج ابنهم من مطلقة. يحاول وفيق التقرب من مروة ولكنها مشغولة بحاتم الذي يصارحها أنهما غير مناسبين لبعضهما لأن كل منهما يفهم الآخر تماماً. تضع فاطمة مولودها الذكر وتسميه "يحيى"، بينما يكتشف حاتم إصابة والده بالسرطان وهنا يسعى حاتم لكي يأتي لوالده بحفيد. تتوتر أعصاب هالة حين تلاحظ الضغط عليها من زوجها لكي تصبح حاملاً وتصارحه: "كأننا اثنين يطاردان بعضهما في الفراش، كل منهما يخفي خنجراً خلف ظهره". وعند الطبيب (إبراهيم الدالي) يكتشف حاتم عدم إمكانيته الإنجاب، وعلى مائدة العشاء يطلب وفيق من حاتم مصاحبته لطلب يد مروة من والدها، وفي السيارة تكشف مروة لوفيق خوف حاتم من هذه الزيجة فهي كل شيء في الشركة ووفيق هو صاحب الأرض. يضع حاتم اختيار صعب أمام مروة، وعليها أن تختار بين زواجها من وفيق أو الإخلاص في العمل .. أو بمعنى آخر ملكاً له. يرسل حاتم الورود إلى هالة ويطلقها وقبل ذلك يكون قد استخدم التوكيل الموقع عليه من هالة للتنازل عن نصيبها في الشركة وأيضا دفع والده لتوقيع تنازل عن نصيبه في الشركة لصالح حاتم، كما أن وفيق سوف يبتعد عن المشاكل ولا يبقى سوى فاطمة وابنها يحيى التي تهتم بتعليم الصغار ولا تطالب بشيء، وينفرد حاتم بالشركة. يواجه وفيق شريكه حاتم في حضور الدكتور زهران ووالدة حاتم ويعلنهم بوجود أرملة لابنهم يحيى وحفيد مستحق في ثروتهم، ويكتشف الجميع دور حاتم في إختفاء فاطمة. تتفك الشركة وينهي المحامين إجراءاتهم ويهبط الجميع مغادرين ولا ينسى حاتم زهران تقديم شخصين لمروة قبل أن تغادر، هما: محمد عباس (علي الشريف) شريكه الجديد الذي يتحدث الإنجليزية بصعوبة، ومها (نورا) سكرتيرته الجديدة. والمشهد الأخير وفرقة الموسيقى النحاسية للجيش تعزف عند قبور الشهداء بينما الدكتور زهران وزوجته ووفيق عند قبر الشهيد يحيى حيث تأتي فاطمة برضيعها ويقول لها الدكتور زهران أن الرضيع له حق عندهم وترد أنها سوف تنتظر لحين يكبر ويأخذ حقه.

## استقبال الفيلم
فيلم "زمن حاتم زهران" كان أول فيلم يخرجه محمد النجار(1954 – 2019)، كان قد عمل مساعد مخرج على مدار 9 سنوات في 18 فيلم، واستقبل النقاد فيلمه الأول استقبالاً جيداً وكان أيضاً نجاحاً جماهيرياً كبيراً.
أشاد المؤلف عبدالرحيم كمال، بتجربة نور الشريف كمنتج لفيلم "زمن حاتم زهران" من خلال شركة "إن بي فيلم"، وقال أن نور الشريف يدفع من جيبه الخاص (حسب تعبير الكاتب)، ويغامر مع المخرج الجديد وقتها "محمد النجار"، وقام بتقديم فيلماً يدين التسلق والانتهازية. أضاف الكاتب: "جميل أن نجد فنانا ونجما يتحمس ويدفع لينتج فيلما يدافع فيه عن قيم وأفكار يتبناها، كل ذلك شيء جميل ومشرف ويحسب للفنان نور الشريف الذي دفع الكثير من أجل ما يؤمن به، ولكن الأجمل حقا من كل هذا هو اللفتة الموجودة على التتر، فالفيلم رغم أنه بطولة وإنتاج نور الشريف لكنه يجعل صورة الفنان الكبير الأستاذ صلاح السعدني ... هي الصورة المصاحبة لتتر البداية حتى نهايته" في إشارة إلى تمجيد صناع الفيلم لشخصية الشهيد الذي حارب وذلك بوضع صورة صديقه "وفيق" في الفيلم، ولم يضع صورة بطل الفيلم أو المنتج.  
كتب علي عطا على موقع "إندبندنت عربية" عن مستشرق ألماني يدعى "شتيفان غوت" قام بإصدار كتاب تحت عنوان "شهود على نهاية عصر" وجاء فيه: "سنحت لي فرصة أن أشاهد فيلم "زمن حاتم زهران" للمخرج محمد النجار وأن أحضر ندوة عنه على هامش مهرجان القاهرة السينمائي، مما جعلني أدرك أنني قد وجدت أخيراً الموضوع الذي كنت أبحث عنه". وجد الكاتب غوت أن الفيلم يعالج نفس الوضع الذي حدث في ألمانيا من انفتاح أدى إلى تغيير المجتمعات المحلية بطرق مختلفة، وهكذا اهتزت القيم.

## وصلات خارجية
- زمن حاتم زهران على موقع IMDb (الإنجليزية)
- زمن حاتم زهران على موقع الدهليز
- زمن حاتم زهران على موقع قاعدة بيانات الأفلام العربية
- زمن حاتم زهران على موقع قاعدة بيانات الفيلم (الإنجليزية)
- زمن حاتم زهران على موقع ليتربوكسد (الإنجليزية)
- زمن حاتم زهران على موقع الدهليز
- زمن حاتم زهران على موقع كاروهات

https://ar.tdtube.net/archives/265772 زمن حاتم زهران (فيلم)
https://news.akhbarten.com/content/271275 زمن حاتم زهران (فيلم)
https://www.csfd.cz/film/380593-zaman-hatem-zahran/hraji/ زمن حاتم زهران (فيلم)
https://www.avclub.com/film/reviews/zaman-hatem-zahran-1986 زمن حاتم زهران (فيلم)
https://almrj3.com/who-is-the-hero-of-the-movie-zaman-hatem-zahran/ زمن حاتم زهران (فيلم)
https://flyx.me/movie/5d342485873b0f3fb2f17a71/zaman-hatem-zahran نسخة محفوظة 11 ديسمبر 2022 على موقع واي باك مشين. زمن حاتم زهران (فلم)